# Steigersjorring
Een steigersjorring is een type sjorring waarbij 2 balken in de lengterichting aan elkaar worden bevestigd. Dit type sjorring dient dus om de lengte van een normale balk te overstijgen. Hierbij maakt men gebruik van een derde balk die dient als een spalk.

## Werkwijze
1. Gebruik als spalk een balk die ongeveer 1/3e is van de andere twee balken. Leg de twee lange balken in elkaars lengterichting en de spalk er naast.
2. Maak 4 sjorringen, 1 op elk balkuiteinde. Begin hierbij met een mastworp die in tegenstelling tot een normale start in het midden van het touw wordt gelegd.
3. Door het abnormale gebruik van de mastworp, heb je nu twee uiteinden. Wikkel deze twee uiteinden om de balken, zodanig dat je door middel van een kruispatroon steeds het andere uiteinde afklemt.
4. Eindig de sjorring door middel van een platte knoop tussen beide uiteinden.
5. Aangezien hier geen woelingen aan te pas komen, worden de sjorringen opgespannen door het plaatsen van wiggen tussen de balken. Deze moeten van een zodanige grootte zijn zodat ze de sjorringen zo goed mogelijk opspannen.